# Gimnasio Gastón Portillo
El Gimnasio Gastón Portillo es un pabellón deportivo multipropósito, ubicado en la parroquia La Vega de Caracas, Venezuela. Forma parte del Complejo Deportivo Velódromo Teo Capriles, en donde se ubica igualmente la sede principal del Instituto Nacional de Deportes. El recinto fue nombrado en honor a Gastón Portillo, antiguo director técnico de la selección nacional de baloncesto de Venezuela. Sirve como base regular de entrenamiento para la selección nacional de voleibol, así como sede del equipo local de voleibol Mágicos del Caracas.